# 仁良都
仁良都是指中國廣東省中山市石岐區，港口鎮，南區環城，五桂山區石鼓一帶。仁良都人常使用石岐話。

## 歷史
- 1152年 香山縣成立，仁厚坊及良字都是其中兩個都及坊。
- 1827年 仁厚坊與良字都合併，改為仁良都。
- 1910年 仁良都改為香山縣第一區。